# Людина-смолоскип (андроїд)
Людина-смолоскип (англ. Human Torch також відомий як Джим Геммонд (англ. Jim Hammond) — персонаж коміксів американського видавництва Marvel Comics. Один з перших супергероїв всесвіту Marvel. Створений Карлом Бургосом він вперше з'явився в Marvel Comics # 1 в жовтні 1939 року.

## Історія
Людина-смолоскип — андроїд, створений професором Фінеасом Гортоном (англ. Phineas Horton) при спробі створити штучну людину, яка була б точною копією справжньої. Однак професор помилився в своїх розрахунках, в результаті чого андроїд почав займатися при кожному контакті з киснем, за що і був названий Людиною-смолоскипом.
Гортон показав своє творіння представникам ЗМІ, які визнали Людину-смолоскипа занадто небезпечним і закликали Хортона знищити його. Професор відмовився це робити. Він вирішив «поховати» Смолоскипа доти, доки не знайде способу контролювати його полум'я. Андроїд був поміщений в сталеву трубу, яку замурували в ємності з цементом.
Через деякий час в місці поховання Людини-смолоскипа стався вибух. Виявилося, що в трубі утворилася невелика тріщина, через яку просочився повітря. Від миттєвого займання Смолоскип зруйнував свою в'язницю і вирвався на свободу. Він дізнався, що може літати, так як полум'я робило його легше повітря.
Незабаром він потрапив у руки шахрая Ентоні Сардо Anthony Sardo який використовував його в своїх підступних цілях. Смолоскип думав, що Сардо хоче йому допомогти, і, усвідомивши, що це не так, вирішив помститися. У сутичці з Сардо в його хімічній лабораторії Людина-смолоскип підірвав балон з азотом, який загасив його полум'я. Згодом Смолоскип навчився управляти своїм полум'ям без допомоги азоту. Також він виявив, що може метати вогняні кулі.
Після повернення до Гортона Людина-смолоскип продемонстрував йому, як він навчився контролювати вогонь. Професор зрозумів, що може зробити цілий статок на його здібностях. Але Смолоскип сказав, що ніколи не дозволить використовувати себе в цілях наживи чи злочинам, і покинув Гортона.
Оригінальний «Людина-смолоскип» дебютував у сучасному фільмі «Комікси Марвела» у «Fantastic Four Annual» № 4 (листопад 1966). Fantastic Four Annual з'явився як звичайний персонаж у серії «Таємні месники» 2010—2013 рр., починаючи з випуску № 23 (квітень 2012 р.) та закінчуючи випуском № 37 (березень 2013 р.).
Починаючи з 2014 року, «Fantastic Four Annual» почав з'являтися як головний герой у фільмі «Marvel ЗАРАЗ»!, як перезапуск «Загарбників».